# Distretto di Oulhaça El Gheraba
Il distretto di Oulhaça El Gheraba è un distretto della provincia di ʿAyn Temūshent, in Algeria, con capoluogo Oulhaça El Gheraba.

## Comuni
I comuni del distretto sono:
- Oulhaça El Gheraba
- Sidi Ouriache